# Де ла Пенья, Эдуардо
Эдуа́рдо де ла Пе́нья (исп. Eduardo María de la Peña; род. 7 июня 1955, Минас) — уругвайский футболист, полузащитник. Наиболее известен по выступлениям на рубеже 1970—1980-х годов за «Насьональ», с которым в 1980 году выиграл Кубок Либертадорес и Межконтинентальный кубок, а также за сборную Уругвая, в составе которой стал победителем Мундиалито 1980/81.

## Биография
Де ла Пенья начинал заниматься футболом в университетском филиале «Насьоналя» — «Насьональ Университарио». В 1976 году присоединился к основному составу клуба, где и дебютировал в профессиональном футболе. За пять лет в составе «трёхцветных» де ла Пенья дважды выигрывал чемпионат Уругвая, а 1980 год стал для него, как и всей команды, триумфальным. «Насьональ» выиграл первенство страны, Кубок Либертадорес и в матче за Межконтинентальный кубок, который впервые прошёл в Токио («Кубок Toyota»), обыграл «Ноттингем Форест», победителя Кубка европейских чемпионов.
В 1979 году Эдуардо дебютировал в сборной Уругвая. Всего он выступал за неё три года, и именно в 1980 году де ла Пенья стал незаменимым игроком в составе Селесте, проведя за неё 10 матчей и отметившись 1 забитым голом. На стыке 1980 и 1981 гг. сборная стала победителем Мундиалито (Золотого кубка), турнира с участием всех чемпионов мира кроме Англии, приуроченного к 50-летию первого Мундиаля. Де ла Пенья и на этом турнире был игроком основы.
После 1981 года карьера Эдуардо резко затормозилась. Полузащитник покинул «Насьональ» и перешёл в мексиканский УАГ. Спустя два года де ла Пенья перешёл в аргентинский «Уракан», где завершил карьеру в возрасте 29 лет.
По окончании карьеры футболиста работал на различных должностях в структуре «Насьоналя».

## Статистика в сборной Уругвая
| Год   | Игры | Голы |
| 1979  | 4    | 0    |
| 1980  | 10   | 1    |
| 1981  | 5    | 0    |
| Итого | 19   | 1    |

## Достижения
- Чемпион Уругвая (2): 1977, 1980
- Обладатель Кубка Либертадорес: 1980
- Обладатель Межконтинентального кубка: 1980
- Обладатель Золотого кубка чемпионов мира: 1980/81